# Адамович, Ирена
Ире́на Адамо́вич (пол. Irena Adamowicz, 11 мая 1910, Варшава, Российская империя —12 августа 1973, Варшава, Польша) — польская общественная деятельница, во время немецкой оккупации — подпольщица Армии крайовой, связная между целым рядом еврейских гетто, праведник мира.

## Биография
Родилась в аристократической семье. Училась в Варшавском университете. Занималась социальной работой, была одной из лидеров скаутского движения в Польше. Будучи католичкой, помогала в образовании не только польским скаутам, но и еврейской молодёжной организации Ха-шомер ха-цаир в 1930-е годы, сотрудничая с Арье Вильнером.
После вторжения нацистов в Польшу была активисткой Армии крайовой. Была связной между подпольными организациями в гетто Варшавы, Белостока, Вильнюса, Каунаса и Шяуляя, а также между еврейским подпольем и Армией крайовой.
После войны она работала в польском Управления репатриации во Франкфурте в качестве переводчика и в качестве инспектора детских домов и сотрудника Национальной библиотеки в Варшаве. Ирена Адамович продолжала поддерживать контакты с выжившими узниками гетто, в 1958 году побывала в Израиле.
Умерла в 1973 году.
После смерти она стала одной из героинь книги «Праведники народов мира; как поляки помогали евреям, 1939—1945», изданной в 1969 году. За помощь евреям во время Холокоста в 1985 году удостоена звания праведника мира Институтом Катастрофы и героизма Яд Вашем в Иерусалиме.